# Route nationale 18 (Vietnam)
Pour les articles homonymes, voir Route nationale 18.
La route nationale 18 (vietnamien : Quốc lộ 18, sigle QL.18) est une route nationale au Viêt Nam.

## Parcours
La route 18, aussi connue sous le nom de route 18A, traverse quatre provinces et villes: Hanoï, Bắc Ninh, Hải Dương et Quảng Ninh avec un parcours de 317 km de long.
Elle part de Hanoï (de l'intersection de la route nationale 2A avec la AH 14 près de l'aéroport international de Nội Bài) et va jusqu'au poste frontière entre la république populaire de Chine et le Viêt Nam de Mong Cai dans la  province de Quang Ninh.